# 六弓乡
六弓乡，是中华人民共和国海南省保亭黎族苗族自治县下辖的一个乡镇级行政单位。

## 行政区划
六弓乡下辖以下地区：
田岸村、田圯村、奋发村、大妹村和石艾村。